# Heckler & Koch G11
O Heckler & Koch G11 é um protótipo de fuzil de assalto bullpup desenvolvido entre o final dos anos 1960 e 1980 pela Gesellschaft für Hülsenlose Gewehrsysteme (GSHG) (alemão para "Associação para Sistemas de Fuzis Sem Estojo"), um conglomerado de empresas lideradas pelo fabricante de armas de fogo Heckler & Koch (engenharia mecânica e design de armas), Dynamit Nobel (composição de propelentes e design de projéteis) e Hensoldt Wetzlar (identificação de alvos e sistemas ópticos). Este fuzil é conhecido por seu uso de munição sem estojo.
Foi principalmente um projeto da Alemanha Ocidental, embora também fosse significativo para os outros países da OTAN. Em particular, as versões do G11 foram incluídas no programa americano Advanced Combat Rifle.
Em 1990, a H&K concluiu o desenvolvimento do G11, destinado à Bundeswehr e outros parceiros da OTAN. Embora a arma tenha sido um sucesso técnico, ela nunca entrou em produção total devido às mudanças políticas da reunificação alemã e à falta de contrato de aquisição. Apenas 1.000 unidades foram produzidas, algumas das quais chegaram às mãos do Bundeswehr. Por fim, as forças armadas alemãs substituíram o G3 pelo G36.